# Paramount on Parade
Paramount on Parade is een Amerikaanse muziekfilm uit 1930 onder regie van Dorothy Arzner, Otto Brower, Edmund Goulding, Victor Heerman, Edwin H. Knopf, Rowland V. Lee, Ernst Lubitsch, Lothar Mendes, Victor Schertzinger, A. Edward Sutherland en Frank Tuttle. Destijds werd de film in Nederland uitgebracht onder de titel Paramount op parade.

## Verhaal
In twintig afzonderlijke segmenten worden er parodieën, dansintermezzo's, zang- en acteernummers opgevoerd door verschillende acteurs, die destijds allemaal werkzaam waren bij Paramount Pictures.

## Rolverdeling
| Acteur            | Personage                     |
| ----------------- | ----------------------------- |
| Richard Arlen     | Jager                         |
| Jean Arthur       | Liefje                        |
| George Bancroft   | Boefje                        |
| Clara Bow         |                               |
| Evelyn Brent      | Apache                        |
| Mary Brian        | Liefje                        |
| Clive Brook       | Sherlock Holmes               |
| Nancy Carroll     |                               |
| Maurice Chevalier | Apache                        |
| Gary Cooper       | Jager                         |
| James Hall        |                               |
| Dennis King       | Ter dood veroordeelde         |
| Abe Lyman         | Abe Lyman                     |
| William Powell    | Philo Vance                   |
| Charles Rogers    | Buddy Rogers                  |
| Warner Oland      | Fu Manchu                     |
| Lillian Roth      | Lillian Roth                  |
| Fay Wray          | Liefje                        |
| Fredric March     | Marinier                      |
| Ruth Chatterton   | Hoertje                       |
| Leon Errol        | Leon Errol / Ceremoniemeester |
| Richard Gallagher | Bijrol                        |
| Helen Kane        | Lerares                       |
| Jack Oakie        |                               |
| Zelma O'Neal      | Liefje in de sportschool      |
| Kay Francis       | Carmen                        |
| Nino Martini      | Gondelier                     |
| Stuart Erwin      | Marinier                      |
| Eugene Pallette   | Sergeant Heath                |
| Phillips Holmes   | Jager                         |
| Mitzi Mayfair     | Danseres                      |
| Stanley Smith     | Marinier                      |
| Harry Green       | Stierenvechter                |
| Mitzi Green       | Mitzi Green                   |

## Segmenten
- Openingsscène
- Showgirls on Parade
- We're the Masters of Ceremony
- Love Time
- Murder Will Out
- Origin of the Apache
- Song of the Gondolier
- In a Hospital
- In a Girl's Gym
- The Toreador
- The Montmartre Girl
- Park in Paris
- Mitzi Herself
- The Schoolroom
- The Gallows Song
- Dance Mad
- Dream Girl
- The Redhead
- Impulses
- Rainbow Revels